# Lupinus magdalenensis
Lupinus magdalenensis är en ärtväxtart som beskrevs av Charles Piper Smith. Lupinus magdalenensis ingår i släktet lupiner, och familjen ärtväxter. Inga underarter finns listade i Catalogue of Life.